# Józef Smoliński
Józef Smoliński (ur. 1952 w Makowie Mazowieckim) – polski wojskowy i historyk, oficer Wojska Polskiego, profesor nauk humanistycznych.

## Życiorys
W 1978 roku ukończył studia z zakresu historii na Uniwersytecie Gdańskim. Jego praca magisterska dotyczyła emigracji z Pomorza Gdańskiego do Stanów Zjednoczonych w latach 1864–1914 (promotor Florian Stasik). Rozprawę doktorską pt. Walki i internowanie 2 Dywizji Strzelców Pieszych, której promotorem był Witold Biegański, obronił w 1986 na Akademii Obrony Narodowej w Warszawie. Stopień doktora habilitowanego uzyskał tamże w 1998 w oparciu o rozprawę Polonia obu Ameryk w wojskowo-mobilizacyjnych planach rządu RP na uchodźstwie (1939–1945). Postanowieniem Prezydenta RP z 19 kwietnia 2007 roku otrzymał tytuł naukowy profesora nauk humanistycznych.
Ukończył również Wyższą Szkołę Oficerską Wojsk Pancernych im. Stefana Czarnieckiego w Poznaniu. Od 1975 roku był oficerem Wojska Polskiego w 1 Pułku Czołgów w Elblągu, a następnie w 16 Pułku Artylerii w Braniewie. W latach 1979–1988 zatrudniony był w Akademii Sztabu Generalnego WP w Warszawie, natomiast od 1988 do 1994 pracował w instytucjach centralnych Ministerstwa Obrony Narodowej.
W 1994 roku podjął pracę naukowo-badawczą i dydaktyczną w Wojskowym Instytucie Historycznym, a w 2000 – w Instytucie Humanistycznym na Wydziale Bezpieczeństwa Narodowego Akademii Obrony Narodowej. W 1999 roku został zatrudniony w piotrkowskiej filii Wyższej Szkoły Pedagogicznej w Kielcach. W 2007 roku objął kierownictwo Zakładu Historii Po 1945 Roku w Instytucie Historii na Wydziale Humanistycznym Akademii Świętokrzyskiej, przekształconej następnie w Uniwersytet Jana Kochanowskiego.

## Wybrane publikacje
- 2 Dywizja Strzelców Pieszych. Francja – Szwajcaria, Warszawa 1992
- 4 Warszawski Pułk Strzelców Pieszych, Pruszków 1994
- 2 Pułk Grenadierów im. Bolesława Chrobrego, Pruszków 1995
- 2 Warszawski Pułk Artylerii Lekkiej, Pruszków 1995
- 3 Pułk Grenadierów Śląskich, Pruszków 1995
- Wojsko Polskie w kampanii francuskiej 1940 roku, Warszawa 1995
- Ewakuacja Wojska Polskiego do Wielkiej Brytanii w czerwcu 1940, Warszawa 1996
- Lagarde 1940, Warszawa 1997
- Polskie Siły Zbrojne na Zachodzie. 1939–1945, Warszawa 1997
- 1 Dywizja Grenadierów w kampanii francuskiej 1940 roku, Warszawa 1998 (współautor Tadeusz Czak)
- Na wzgórzach Clos du Doubs, Warszawa 1998
- Polonia obu Ameryk w wojskowo-mobilizacyjnych planach rządu RP ma uchodźstwie (1939–1945), Warszawa 1998
- Polskie władze państwowe i wojskowe na uchodźstwie, Warszawa 1999
- Polacy w walkach aliantów we Francji (1940-1944), Warszawa 2001 (współautor Tadeusz Czak)
- Polsko-amerykańskie stosunki wojskowe 1776–1945, Warszawa 2004